# Agniohammus brunneus
Agniohammus brunneus är en skalbaggsart som först beskrevs av Stefan von Breuning 1967.  Agniohammus brunneus ingår i släktet Agniohammus och familjen långhorningar. Inga underarter finns listade i Catalogue of Life.